# Етнофонія
Етнофонія — наукова дисципліна, присвячена системному методу в органології, що досліджує музичний інструмент у його звучанні та розглядає його як елемент матеріальної та духовної культури..
Етнографічний та мистецтвознавчий напрямок в органології.
Поняття: «народний музичний інструмент» та «народна інструментальна музика». Етнографічний напрямок в органології — це стабільність функціонування інструментів у побуті. Диференціація музичних інструментів за естетичною ознакою складає мистецтвознавчий напрямок. «Етнофонія» — наука про народну звукотворчість, природу народного звукового мислення. Представники цього методу — Е. Емсгаймер, Е. Штокман. 
Вивчення конкретної музичної культури світу – на перехресті двох шляхів: а) народ — народна духовна культура — народна звукова культура — народна музика — народний музичний інструмент та б) народ — народна матеріальна культура — знаряддя — звукові знаряддя — народний музичний інструмент.
Історико-морфологічний метод (1930 р.). Матеріалістичний підхід до вивчення музичних інструментів: сам інструмент чи його елементи в археологічних знахідках, в музеях, колекціях (конструкція, матеріал, способи виготовлення, характер функціонування та історичного розвитку і практика застосування). 
Представники історико-морфологічного методу: І. Мачак, Т. Визго, К. Вертков, Р. Галайська та ін.
Музично-стилістичний метод: вивчення музичного інструменту у його звучанні (стрій, звукоряд, ритмо-динамічні можливості, особливості виконавства в системі реального функціонування, репертуар).
Переростання органології в органофонію. Представники музично-стилістичного методу: К. Квітка, Г. Благодатов, Р. Зелінський, М. Хай.